# 尚容
尚容（琉球語：／ ；1765年7月19日—1827年11月4日）和名宜野灣王子朝祥（琉球語：〔〕／ ），琉球第二尚氏王朝政治家、歌人。小祿御殿十世。他也是琉球三十六歌仙中的一人。
童名眞三良金，為尚穆王第四王子。後過繼給向廷尉（具志頭按司朝憲）當嗣子。其名乘原為朝陽，後因不吉利而改名朝祥。
歷任御系圖奉行、大與奉行。1790年，德川家齊繼任日本江戶幕府將軍，尚容作為慶賀使前往祝賀。自江戶歸國時途經駿府的清見寺，拜祭了尚宏（具志頭王子朝盛）的墳墓，改築了其石塔。
尚容無子，迎尚哲的第四子尚灝為嗣子。1803年，尚溫王、尚成王相繼死後，尚容將尚灝歸宗於尚哲，解除了養父子關係，並將其推舉為琉球國王。尚灝王對其感情甚深，每年新年及其生日，都派人送禮祝賀。
1817年，尚容被尚灝王任命為攝政。1820年辭去攝政之位。1827年病死，在葬禮上，尚灝王遣人特賜其米三石、青銅六百貫文。
根據李鼎元《使琉球記》記載，尚容是個十分愛好養鳥的貴族。他也工於漢詩與琉歌。《沖繩集》中收錄有其所作、題為《立春》的琉歌一首：

## 家族
- 生父：尚穆王
- 生母：真牛金・真南風按司加那志

- 養父：向廷尉（具志頭按司朝憲）

- 烏帽子親：向天廸（譜久山親方朝紀）

- 嗣子：
  - 尚灝（具志頭王子朝相，後歸宗於尚哲並繼位）
  - 向世昌（小祿按司朝恒）